# Agnotecous
Agnotecous is een geslacht van rechtvleugeligen uit de familie krekels (Gryllidae). De wetenschappelijke naam van dit geslacht is voor het eerst geldig gepubliceerd in 1878 door Saussure.

## Soorten
Het geslacht Agnotecous omvat de volgende soorten:
- Agnotecous albifrons Desutter-Grandcolas, 1997
- Agnotecous azurensis Desutter-Grandcolas, 2006
- Agnotecous brachypterus Gorochov, 1986
- Agnotecous chopardi Desutter-Grandcolas, 2006
- Agnotecous clarus Desutter-Grandcolas, 2006
- Agnotecous doensis Desutter-Grandcolas, 2006
- Agnotecous humboldti Robillard, 2010
- Agnotecous meridionalis Desutter-Grandcolas, 2006
- Agnotecous minoris Robillard, 2010
- Agnotecous nekando Robillard, 2010
- Agnotecous novaecaledoniae Gorochov, 1986
- Agnotecous obscurus Chopard, 1970
- Agnotecous occidentalis Desutter-Grandcolas, 2006
- Agnotecous petchekara Desutter-Grandcolas, 2010
- Agnotecous pinsula Robillard, 2010
- Agnotecous robustus Chopard, 1915
- Agnotecous sarramea Desutter-Grandcolas, 1997
- Agnotecous tapinopus Saussure, 1878
- Agnotecous yahoue Otte, 1987